# Kaiser-Wilhelm-Nationaldenkmal

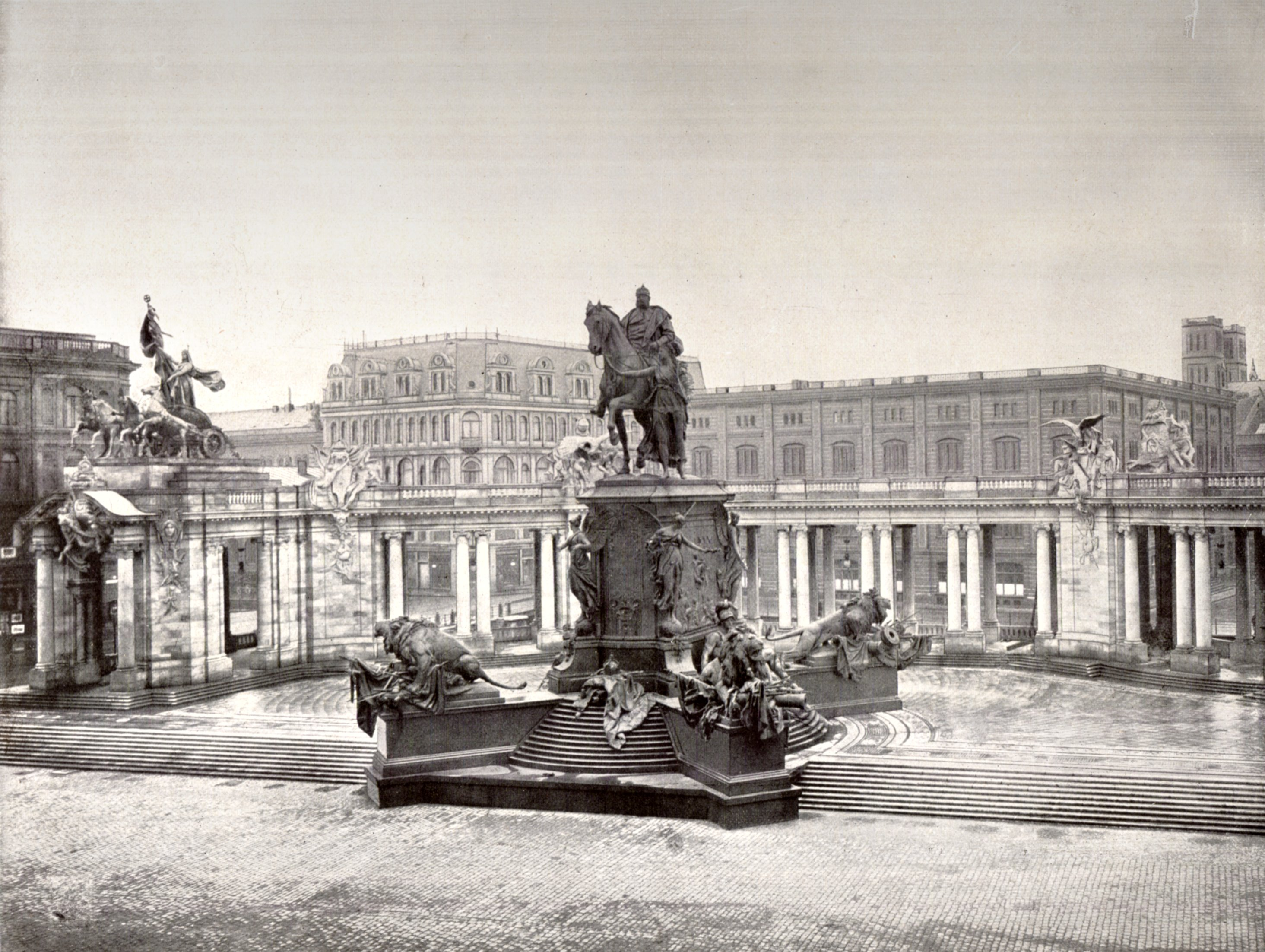
Het Kaiser-Wilhelm-Nationaldenkmal rond 1900

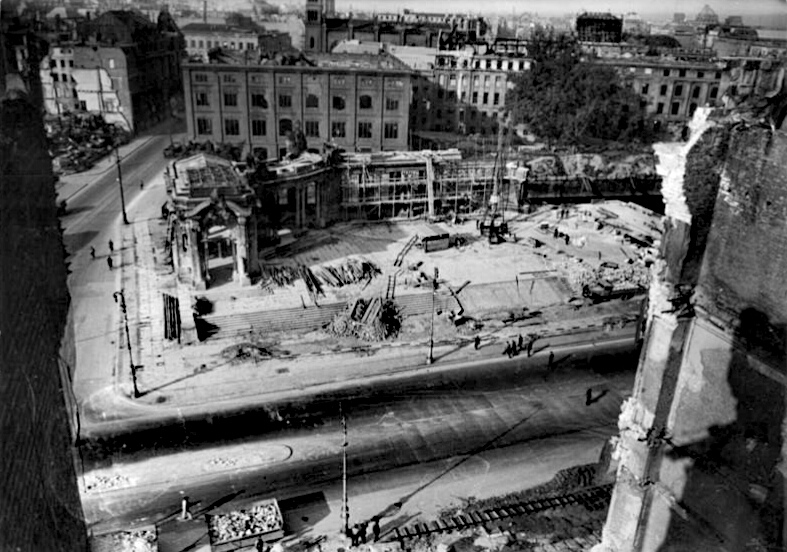
De afbraak van het monument

Het Kaiser-Wilhelm-Nationaldenkmal was een monument ter ere van de eerste Duitse keizer sinds 1870 Wilhelm I tegenover het Berliner Stadtschloß in Berlijn. In 1950 werd het monument, net als het Stadtschloß, afgebroken. Het monument bestond uit een ruiterstandbeeld van de keizer aan drie zijden omgeven door een neobarokke zuilengalerij. Het ontwerp kwam van de beeldhouwer Reinhold Begas die ook het Bismarck-Nationaldenkmal in Berlijn heeft ontworpen.

## Geschiedenis
Na de dood van keizer Wilhelm in het Driekeizerjaar 1888 werd er een wedstrijd uitgeschreven voor een ontwerp van een monument voor de keizer op het Schloßplatz. De ingestuurde ontwerpen voldeden allemaal niet aan de verwachtingen. Zodoende werd in 1891 een tweede wedstrijd uitgeschreven. Aan deze wedstrijd mochten slechts acht kunstenaars meedoen. Men besloot het monument niet op de Schloßplatz te bouwen, maar ten westen van het Berliner Stadtschloß aan de Spree.
Door de tussenkomst van keizer Wilhelm II mocht Reinhold Begas, naast de acht kunstenaars, eveneens een ontwerp inleveren. Enkele kunstenaars waren niet tevreden over deze gang van zaken en trokken zich terug. Uiteindelijk won - zoals verwacht - Reinhold Begas de wedstrijd en werd zijn ontwerp uitgevoerd. De architectonische zuilengalerij werd ontworpen door Gustav Halmhuber uit Stuttgart.
In 1894 werden de huizen tussen het Stadtschloß en de Spree afgebroken om ruimte te scheppen voor het monument. Op 18 augustus 1895, vijfentwintig jaar na de Slag bij Gravelotte werd de grondsteen gelegd. Op 22 maart 1897 werd het monument feestelijk onthuld in het bijzijn van vele hoogwaardigheidsbekleders. De kosten bedroegen ongeveer 4 miljoen mark.
Het monument werd vanwege zijn grootte en het neobarokke uiterlijk veel bekritiseerd. Tijdgenoten noemden het vanwege de talrijke leeuwen, adelaars, paarden en andere dieren op het monument spottend een dierentuin van keizerlijke monumenten.
Het monument raakte tijdens de gevechten van de Novemberrevolutie licht beschadigd. De schade werd nadien hersteld. Het monument doorstond de Tweede Wereldoorlog zonder grote beschadigingen. Toch besloot het communistische bestuur van Oost-Berlijn om het monument helemaal af te breken, aangezien het een symbool van de monarchie was. In de winter van 1949/1950 werd het tot op de sokkel afgebroken. Ditzelfde lot onderging het nabijgelegen Stadtschloß. Tegenwoordig zijn alleen de sokkel die in de Spree staat en een tweetal leeuwen die in het Tierpark Berlin staan nog zichtbaar.

## Toekomstplannen
In de toekomst wil men op de sokkel een Vrijheids- en Eenheidsmonument ter herinnering aan de Duitse hereniging plaatsen.

## Foto's

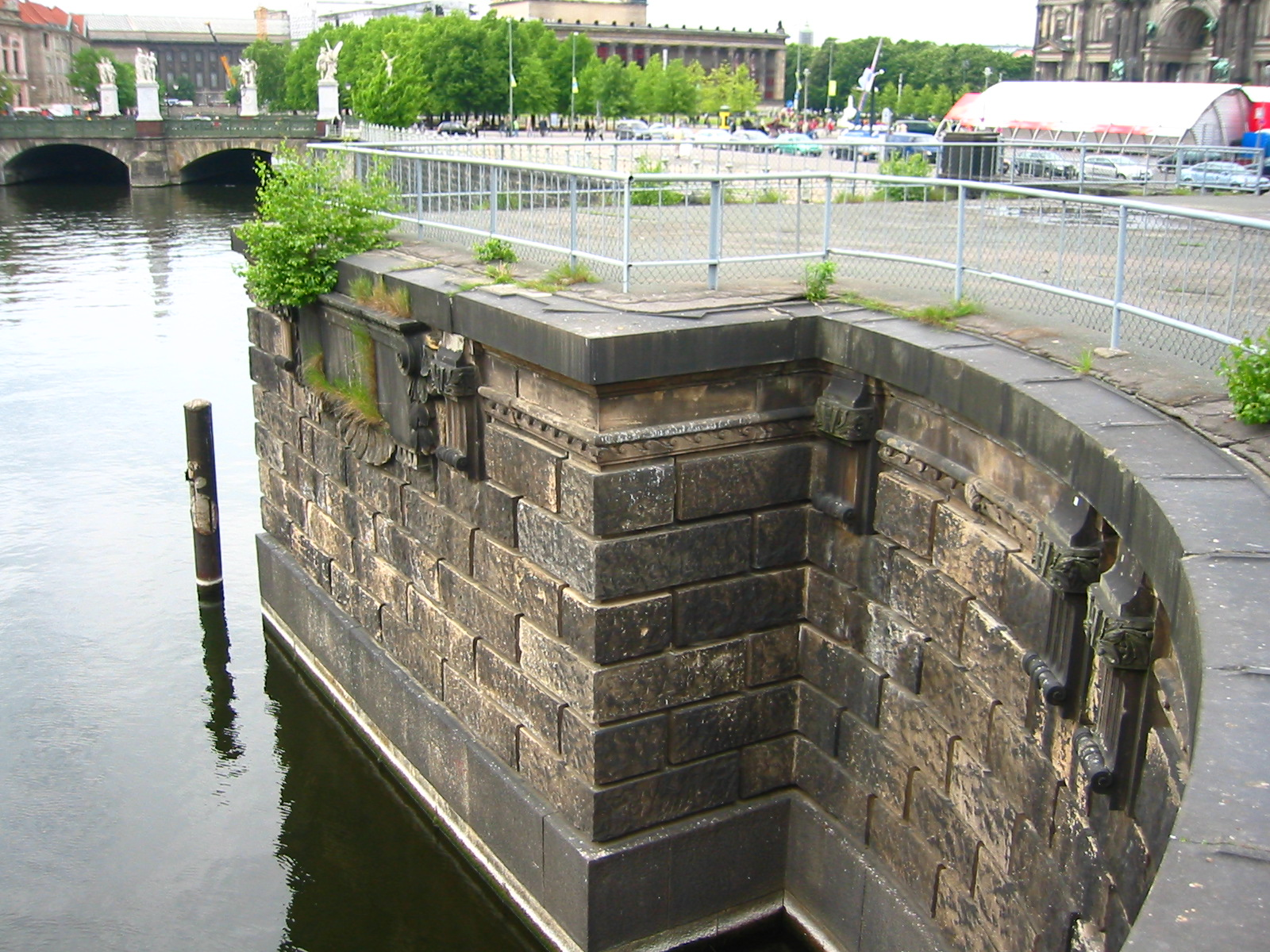
De sokkel van het monument
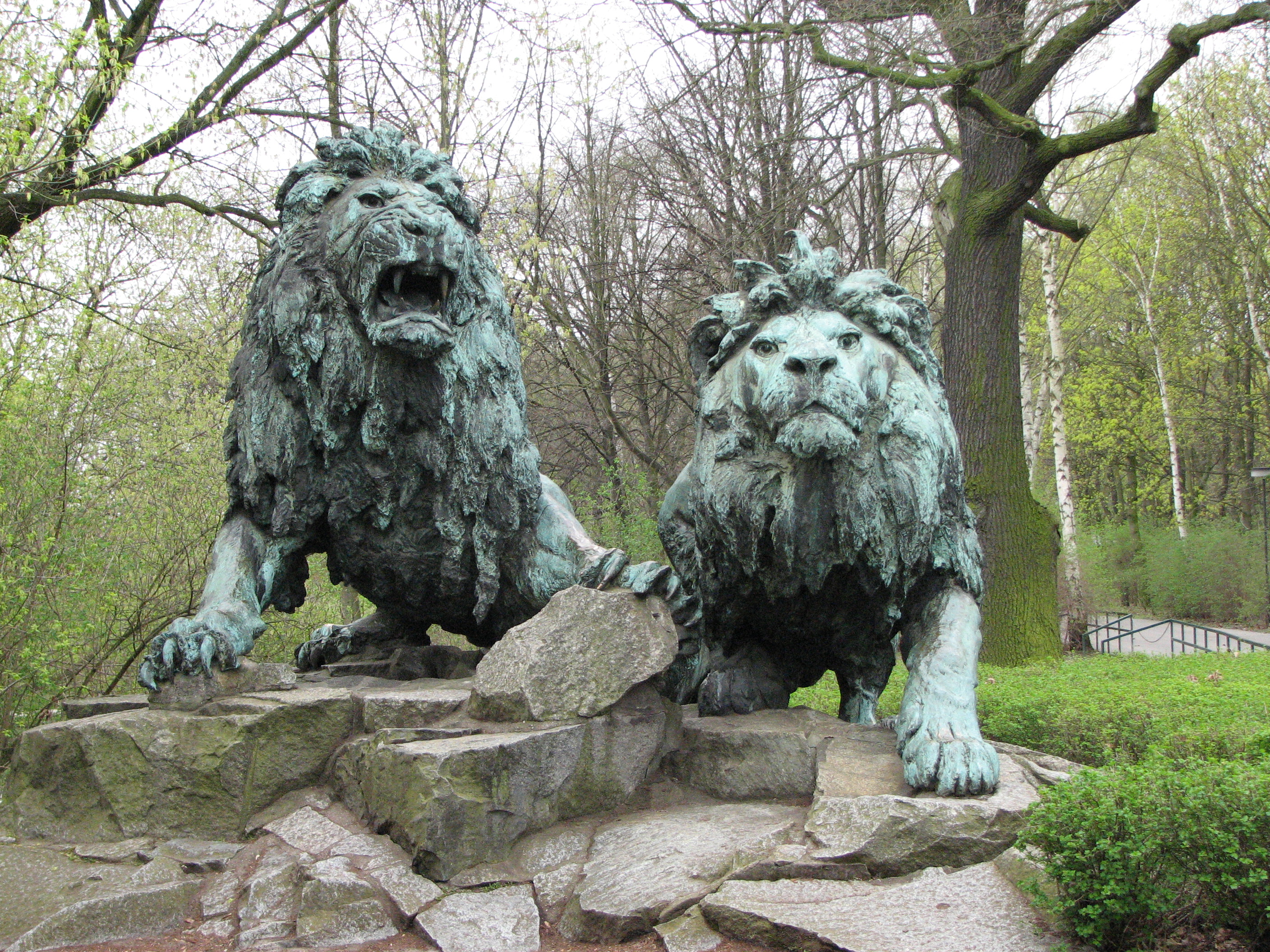
De leeuwenbeelden in het Tierpark